# Eulophia nyasae
Eulophia nyasae är en orkidéart som beskrevs av Alfred Barton Rendle. Eulophia nyasae ingår i släktet Eulophia och familjen orkidéer. Inga underarter finns listade i Catalogue of Life.